# Jacek Kuroń

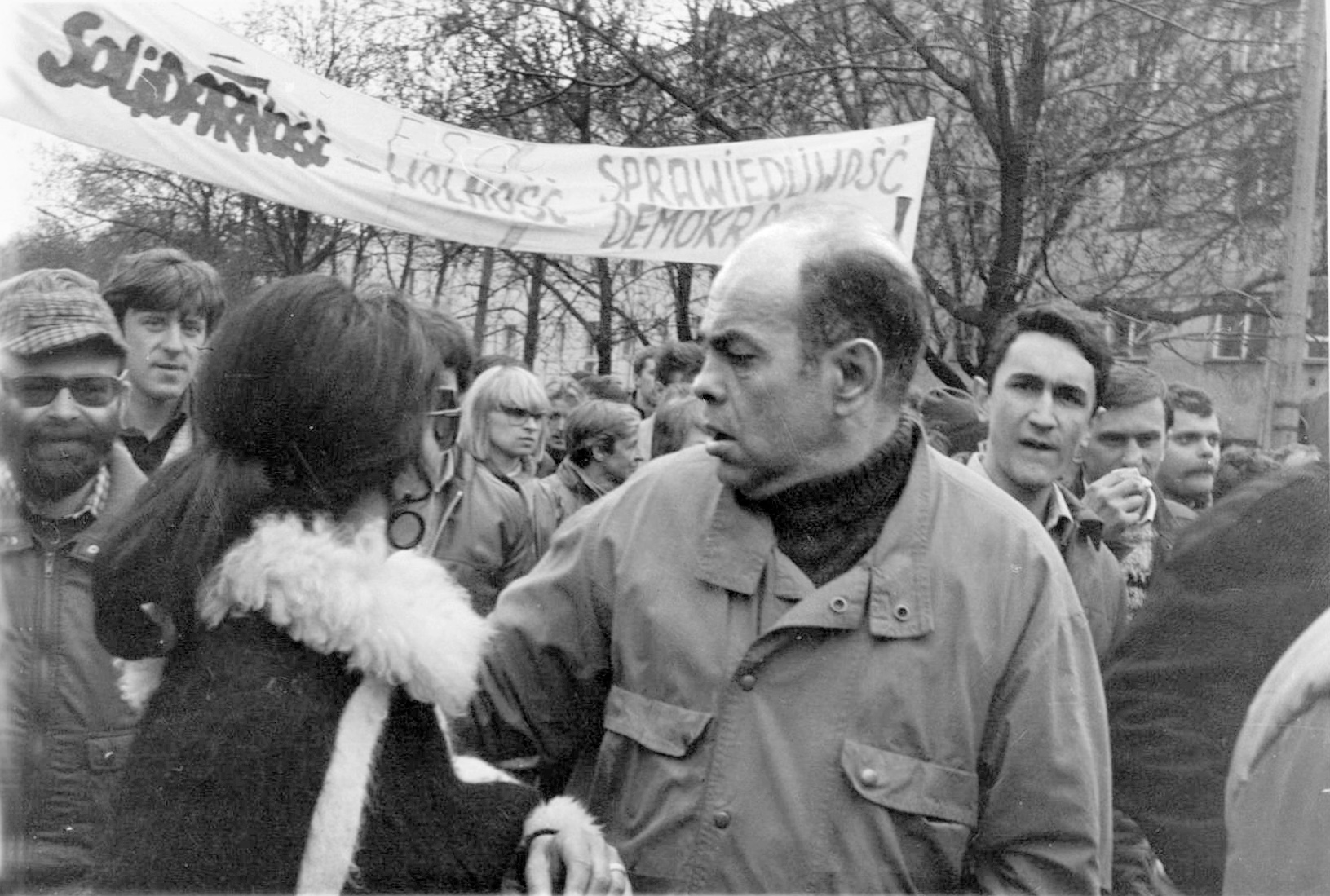
1 mei 1989

Jacek Jan Kuroń (Lviv, 3 maart 1934 - Warschau, 17 juni 2004) was een Pools historicus, dissident en leider van Solidariteit.
Kuroń werd in 1949 lid van de jongerenorganisatie van de Poolse Verenigde Arbeiderspartij, en vervolgens partijlid. Hij was lector aan de Universiteit van Warschau totdat hij samen met Karol Modzelewski werd gearresteerd en veroordeeld tot drie jaar gevangenisstraf. In een memorandum hadden ze gepleit voor arbeiderszelfbestuur en voor een meerpartijendemocratie. Hun partijlidmaatschap werd hun ontnomen en ze werden van de universiteit verwijderd. In 1967 werden ze vervroegd vrijgelaten, maar na de studentenonrust van maart 1968 opnieuw gearresteerd en begin 1969 nogmaals veroordeeld tot drieënhalf jaar gevangenisstraf.
In 1976 was hij mede-oprichter van het Comité ter Verdediging van Arbeiders (KOR). In de jaren 1980-1981 was hij nauw betrokken bij het vakverbond Solidarność. Kuroń is verschillende keren veroordeeld en gevangengezet wegens zijn kritiek: van 1965 tot 1967, van 1968 tot 1972 en van 1982 tot 1984.
In 1989 nam Kuroń namens Solidariteit deel aan de rondetafelgesprekken, die de vreedzame overgang van communistische dictatuur naar een pluriforme staat inluidden. Hij was minister van sociale zaken in de regering-Mazowiecki (1989-1990, de eerste niet-communistische regering in het toenmalige Oostblok. In de jaren 1992-1993 bekleedde hij dezelfde functie nogmaals in de regering-Suchocka.
In 1995 was hij kandidaat voor het presidentschap, maar hij bleef met 9,2% van de stemmen ruimschoots achter bij de zittende president Lech Wałęsa (33,1%) en de ex-communist Aleksander Kwaśniewski (35,1%), die uiteindelijk de tweede ronde zou winnen. Na deze nederlaag verdween hij naar de politieke achtergrond, al bleef hij wel lid van de Sejm tot 2001, toen zijn partij de kiesdrempel niet haalde. Hij overleed in 2004 na een lang ziekbed.
Kuroń heeft altijd bekendgestaan als een eerlijk, oprecht en zeer sociaal betrokken man, die lak had aan conventies en protocol. Hij was een opvallende verschijning: hij droeg bijna altijd spijkerpakken, zelfs bij officiële optredens als minister of wanneer hij een onderscheiding kreeg. Bekend van hem zijn ook de gaarkeukens die hij opzette in de jaren negentig in Warschau en andere steden van Polen. Hij zorgde ervoor dat mensen die werkloos werden een - weliswaar bescheiden - werkloosheidsuitkering kregen. Met de invoering van het neoliberalisme was die in feite afgeschaft. Die werkloosheidsuitkering wordt in Polen nog 'Kuroniówka' genoemd.